# Villa Ummarino
Villa Ummarino è una delle ville vesuviane del Miglio d'oro.
Si trova a San Giorgio a Cremano in via Antonio Gramsci.
La villa è stata oggetto di ripetute modifiche nell'Ottocento e per questo oggi si presenta molto frazionata, non è possibile dunque rinvenire gli elementi tipici dello stile barocco che originariamente invece dovevano caratterizzarne la facciata. Unico elemento di spicco tuttora conservato nella villa è una serliana ottocentesca posta tra atrio e cortile.
Particolari, in quanto richiamano le antiche torri di avvistamento marittimo, le merlature ad archetti che ornano la bassa torre collocata nello spigolo a sud del cortile.